# قائمة المهرجانات في الأردن
هذه قائمة المهرجانات الثقافية والسياحية في الأردن
| الإسم                           | التأسيس | الفترة  | الموقع                                                            | الوصف |
| ------------------------------- | ------- | ------- | ----------------------------------------------------------------- | --- |
| مهرجان جرش للثقافة والفنون      | 1983    | يوليو   | مدينة جرش الإثرية (48 كم عن عمان)                                 | مهرجان فنّي ثَقافي يُقام سنوياً في مدينة جرش الأثريّة شمال الأردن. يضم فعاليات غنائية (فردية أو فرق)، مسرحيات، عزف موسيقي، أوكسترا، فرق فولوكلورعالمي، منتديات حوار فنية. |
| مهرجان الأزرق للثقافة و الفنون. | 1993    | يوليو   | الأردن- الأزرق                                                    | يهدف المهرجان للترويج لمنطقة الأزرق السياحية باعتبارها واحة مسجلة عالمياً لها بعدها التاريخي والبيئي                                                                  |
| مهرجان الفحيص                   |         |         |                                                                   | |
| مهرجان شبيب للثقافة والفنون     | 1995    | أوكتوبر |                                                                   | |
| مهرجان صيف عمان الدولي للتسوق   |         |         |                                                                   | |
| مهرجان الأردن                   |         |         |                                                                   | |
| مهرجان الأردن الدولي للأفلام.   |         |         | المركز الثقافي الملكي                                             | |
| مهرجان الخالدية للشعر النبطي    |         |         | بلدة الخالدية - محافظة المفرق                                     | معرض الحرف اليدوية والتراث الشعبي |
| مهرجان أوبرا عمان               | 2017    |         |                                                                   | |
| معرض عمان الدولي للكتاب         |         |         |                                                                   | |
| مهرجان عمان للكوميديا           | 2008    |         |                                                                   | |
| مهرجان الموسيقى والغناء الصوفي  | 2008    |         |                                                                   | |
| مهرجان أيام عمّان المسرحية.      | 1994    |         |                                                                   | |
| مهرجان عمان للرقص المعاصر       | 2009    | أبريل   | - مسرح المركز الثقافي الملكي - مسرح المركز الوطني للثقافة والفنون | التعريف بتقنيات الرقص المعاصر وتعزيز التواصل الثقافي والفني والاجتماعي مع دول العالم                                                                                 |